# Heinsheim
Heinsheim ist ein Dorf in Baden-Württemberg im Kraichgau. Seit 1972 ist es ein Stadtteil von Bad Rappenau.

## Geographie
Heinsheim liegt am Ostrand des Kraichgaus zwischen Bad Wimpfen und Gundelsheim in der dort recht breiten linken Aue und am Unterhang des Neckartals sowie etwa 4 km nordöstlich des auf der linken Hochebene über dem Flusstal liegenden Hauptortes Bad Rappenau.

## Geschichte

### Ortsgeschichte

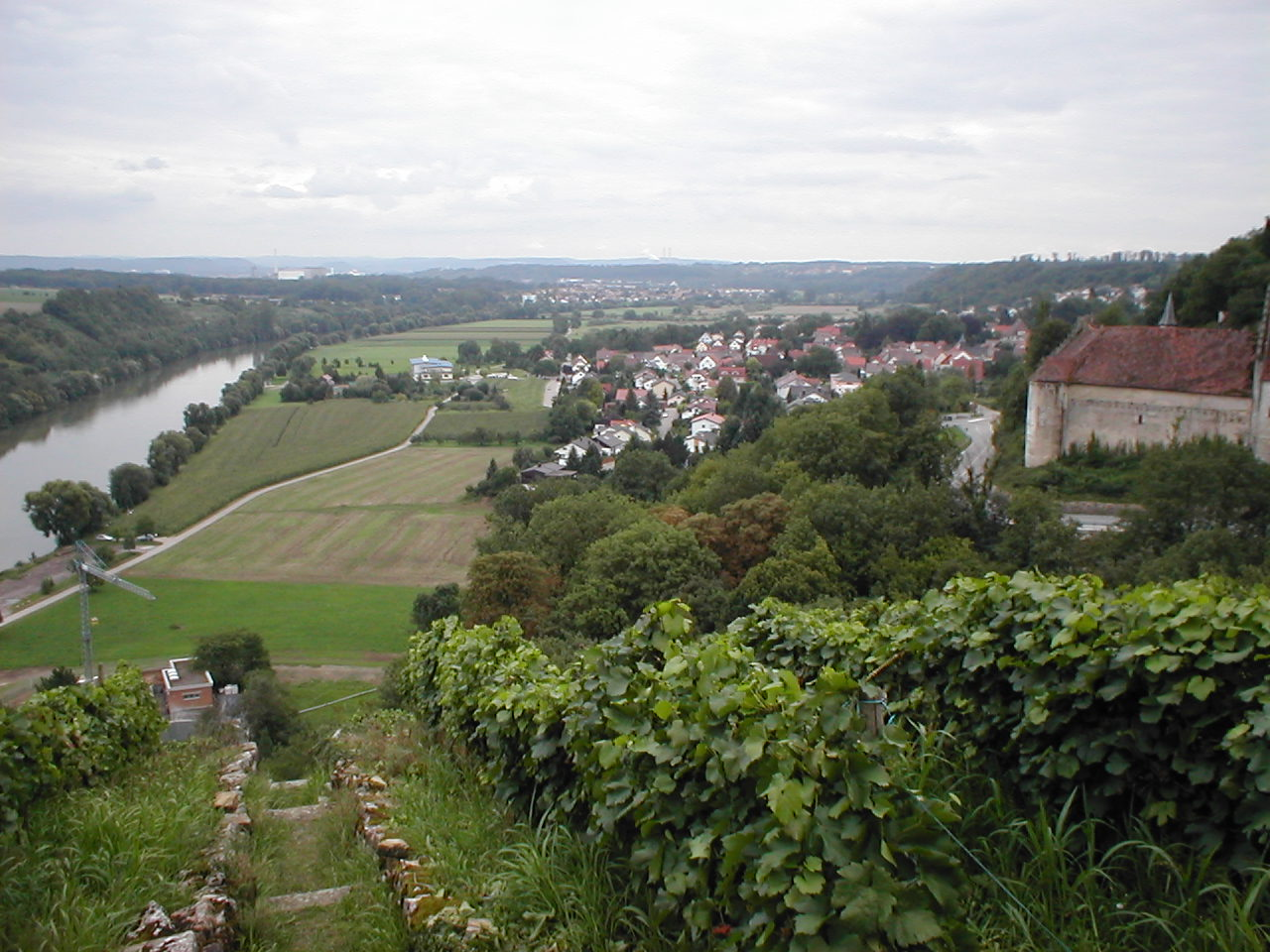
Blick auf Heinsheim am Neckar mit Burg Ehrenberg

Die ältesten menschlichen Funde aus Heinsheim sind einfache Werkzeuge aus der jüngeren Altsteinzeit, sie sind etwa 40.000 Jahre alt. Die erste Besiedlung von Heinsheim dürfte zur Zeit der Römer stattgefunden haben, die zwischen den Jahren 100 und 260 n. Chr. die Grenze ihres Reichs am Neckar hatten, den so genannten Neckarlimes. Überlieferungen zufolge soll einst ein steinernes Götzenbild aus dieser Zeit im Schloss aufbewahrt worden sein. Auf Gemeindegebiet befinden sich auch die Fundamente eines römischen Gutshofes, der jedoch nach Abzug der Römer zerstört wurde. Nachgewiesen werden eine durchgängige Besiedlung seit der Zeit der Kelten, aus der sich ein (heute überbautes) Grab aus der vorchristlichen Eisenzeit (um 400 v. Chr.) im Gewann Seegarten erhalten hatte. Bei den Grabungen wurde in direkter Nachbarschaft ein fränkischer Friedhof aus dem 7. Jahrhundert mit insgesamt sechs Gräbern entdeckt.
In einer vermutlich aus dem Jahr 965 stammenden Urkunde wird der Ort erstmals als Heinesheim („Heim des Hein(o)“) erwähnt. Dort wird auch eine Pfarrkirche genannt. Lehnsherr über den Ort wurde 976 das Bistum Worms, die weltliche Gerichtsbarkeit lag bis zum Ende des 12. Jahrhunderts beim Zehntgericht in Wimpfen.
Heinsheim ist insbesondere durch die vermutlich aus dem 12. Jahrhundert stammende Burg Ehrenberg an der Burgenstraße bekannt. Vom 13. bis zum 17. Jahrhundert waren die Herren von Ehrenberg Schutzherren des Ortes. Die Ruine des massiven Bergfrieds von 1235 hat eine Höhe von ungefähr 50 Metern und soll einst noch höher gewesen sein. Zur Burg gehört die Burgkapelle St. Alban von 1602. Die starken Beschädigungen der Burg sollen aus dem Dreißigjährigen Krieg herrühren.
Im Jahr 1418 ging ein Drittel des Besitzes an Heinsheim an die Komturei des Deutschen Ordens in Burg Horneck bei Gundelsheim. Der Orden blieb während der Reformation katholisch, während die Ortsherren reformatorisch gesinnt waren. Ein erster reformatorisch gesinnter Pfarrer, Laurentius Hügel aus dem Kollegiatstift St. Petri in Wimpfen, wurde auf Veranlassung des Ordens 1529 vertrieben. In der Dorfordnung von 1537 einigten sich die Dorfherren darüber, auf die Einwohner keinen Druck in Glaubenssachen auszuüben, was in der Dorfordnung von 1558 nochmals bekräftigt wurde. Im Ort haben nach 1529 überwiegend reformatorisch gesinnte Pfarrer gewirkt, von 1560 bis 1570 amtierte mit Martin Kuch nochmals ein katholischer Geistlicher. Im späten 16. Jahrhundert und in der Zeit nach 1600 versuchte der Deutsche Orden nochmals massiv aber letztlich erfolglos, die Einsetzung eines katholischen Geistlichen zu erwirken. 1624 war der ganze Ort protestantisch. Im Verlauf des Dreißigjährigen Kriegs kam es nochmals zu Rekatholisierungsbestrebungen, doch letztlich war nach dem Westfälischen Frieden der Glaubensstand von 1624 maßgeblich, so dass die Bergkirche seitdem der evangelischen Pfarrei gehört, während die Katholiken ab 1655 die Burgkapelle nutzten und sich im 19. Jahrhundert eine eigene Kirche bauten.
Ein Rathaus ist in Heinsheim seit 1539 nachgewiesen.
Die Herren von Ehrenberg starben mit Hans Heinrich von Ehrenberg 1647 aus. Ihr Besitz am Ort fiel zurück an das Bistum Worms und aufgrund eines Gütertauschs 1637 teils auch an die Herren von Helmstatt. Es blieb das Ehrenbergsche Wappen als Ortswappen. Ab 1727 errichteten die aus der Steiermark stammenden Freiherren von Racknitz das Schloss in Heinsheim. 1803 wurde der Landgraf von Hessen Rechtsnachfolger des Wormser Stifts. Von ihm erwarben die Racknitz 1805 auch noch die Burg und die Hälfte von Zimmerhof. Während das Schloss durch Carl Freiherr von Racknitz (1785–1868) ab 1810 noch durch einen parkähnlichen Garten erweitert wurde und bis heute gepflegt wird, wurden von der verfallenen Burganlage lediglich einige Wohngebäude des 17. und 18. Jahrhunderts in der Vorburg wiederhergestellt.
1806 kam Heinsheim als selbstständiges Dorf zu Baden. Von 1825 bis 1868 gab es einen Hafen am Neckar unterhalb der Burg Ehrenberg an der Straße nach Neckarmühlbach. Der Lauer genannte Hafen diente hauptsächlich dem Transport von Salz der Rappenauer Saline nach Mannheim und Karlsruhe. Der Hafen war auch Endpunkt der von Richen über Kirchardt und Rappenau nach Heinsheim führenden Salzstraße. Mit dem Bau der Eisenbahnlinie nach Meckesheim wurde der Schiffsverkehr langsam eingestellt. Nach dem Bau der Schleuse in Gundelsheim 1935 versandeten die Anlegestellen schließlich im Fluss.
Der Ort war bis in die jüngste Vergangenheit landwirtschaftlich geprägt. 1935 wurde Zimmerhof nach Heinsheim eingemeindet. 1939 wurden 794 Einwohner gezählt, Ende 1945 waren es 962. Am 1. April 1950 wurde Zimmerhof zum Ortsteil von Bad Rappenau. Heinsheim gehörte weiterhin zum Landkreis Mosbach.
Am 1. März 1972 wurde Heinsheim nach Bad Rappenau eingemeindet und gelangte so zum Landkreis Heilbronn. Bei der Eingemeindung 1972 hatte Heinsheim 1512 Einwohner, im Juni 2004 wurden 1642 Einwohner gezählt.

### Jüdische Gemeinde

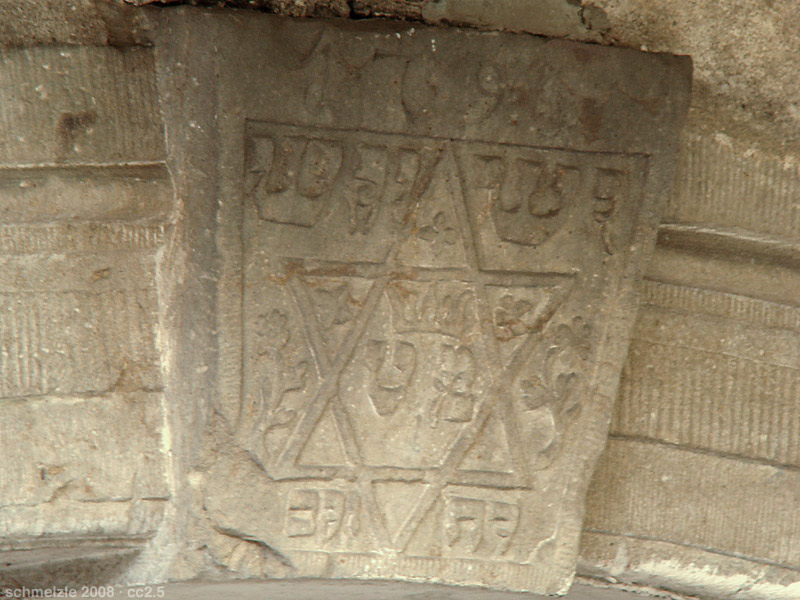
Hochzeitsstein von 1796 am Portal der ehem. Synagoge

Die Jüdische Gemeinde Heinsheim entstand, als der Deutsche Orden und die adeligen Ortsherren ab dem 16. Jahrhundert Juden ansiedelten, die außerhalb des Ortes im Gewann Schlierbach den großen Heinsheimer jüdischen Friedhof errichteten, der später von bis zu 25 umliegenden jüdischen Gemeinden als Beisetzungsort verwendet wurde. In Heinsheim bestand wohl ab dem 16. Jahrhundert immer wieder eine Judenschule, die auch von den Juden aus Wimpfen besucht wurde, wohin enge Beziehungen bestanden. Das heute noch erhaltene Gebäude der Synagoge Heinsheim stammt aus dem Jahr 1796. Die jüdische Gemeinde in Heinsheim war gemäß einem Rezess von 1681 zunächst auf neun Familien (drei Familien unter dem Schutz des Deutschordens, sechs Familien unter dem Schutz der Ortsherrschaft) beschränkt, wuchs bis 1767 dennoch auf 17 Familien und bis Mitte des 19. Jahrhunderts auf rund 110 Personen an. Danach ging die Gemeindegröße durch Ab- und Auswanderung stark zurück. 1900 wurden noch 82 Juden gezählt, 1933 noch 24, von denen 16 bis 1937 auswanderten, woraufhin die Gemeinde aufgelöst und Synagoge und rituelles Bad verkauft wurden. Im November 1938 kam es zu Ausschreitungen gegen fünf jüdische Haushalte. 1940 lebte noch eine jüdische Familie in Heinsheim, die in das Camp de Gurs deportiert wurde und anschließend teilweise den Tod fand. Auch unter den nach 1933 verzogenen Juden waren drei Opfer zu beklagen. Vor 1945 bestanden Pläne, den jüdischen Friedhof einzuebnen und landwirtschaftlich zu nutzen. Ein 1944 mit der Gemeinde Heinsheim geschlossener Kaufvertrag wurde jedoch nicht mehr ins Grundbuch eingetragen, und der Friedhof blieb erhalten.
Nachfahren Heinsheimer Juden sind:
- Fritz Heinsheimer (1897–1958), deutscher expressionistischer, später realistischer Maler
- Hans Heinsheimer (1900–1993), österreichischer Musikverleger, Autor und Journalist
- Karl Heinsheimer (1869–1929), deutscher Zivilrechtler und Professor der Universität Heidelberg
- Max Heinsheimer (1832–1892), Rechtsgelehrter und badischer Oberlandesgerichtsrat

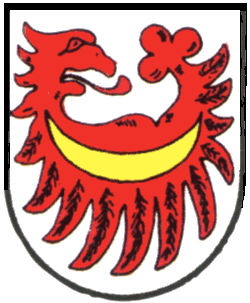
Wappen Heinsheims

## Wappen
Die Blasonierung lautet: In Silber ein die großen Federn nach unten kehrender querliegender und mit einem goldenen Mond belegter roter Adlerflügel, der vorne mit einem nach links gekehrten Adlerkopf, hinten mit einem Kleeblatt geschlossen ist.
Das Wappenmotiv ist vom Wappen der einstigen Ortsherrschaft, der Herren von Ehrenberg, abgeleitet.

## Sehenswürdigkeiten

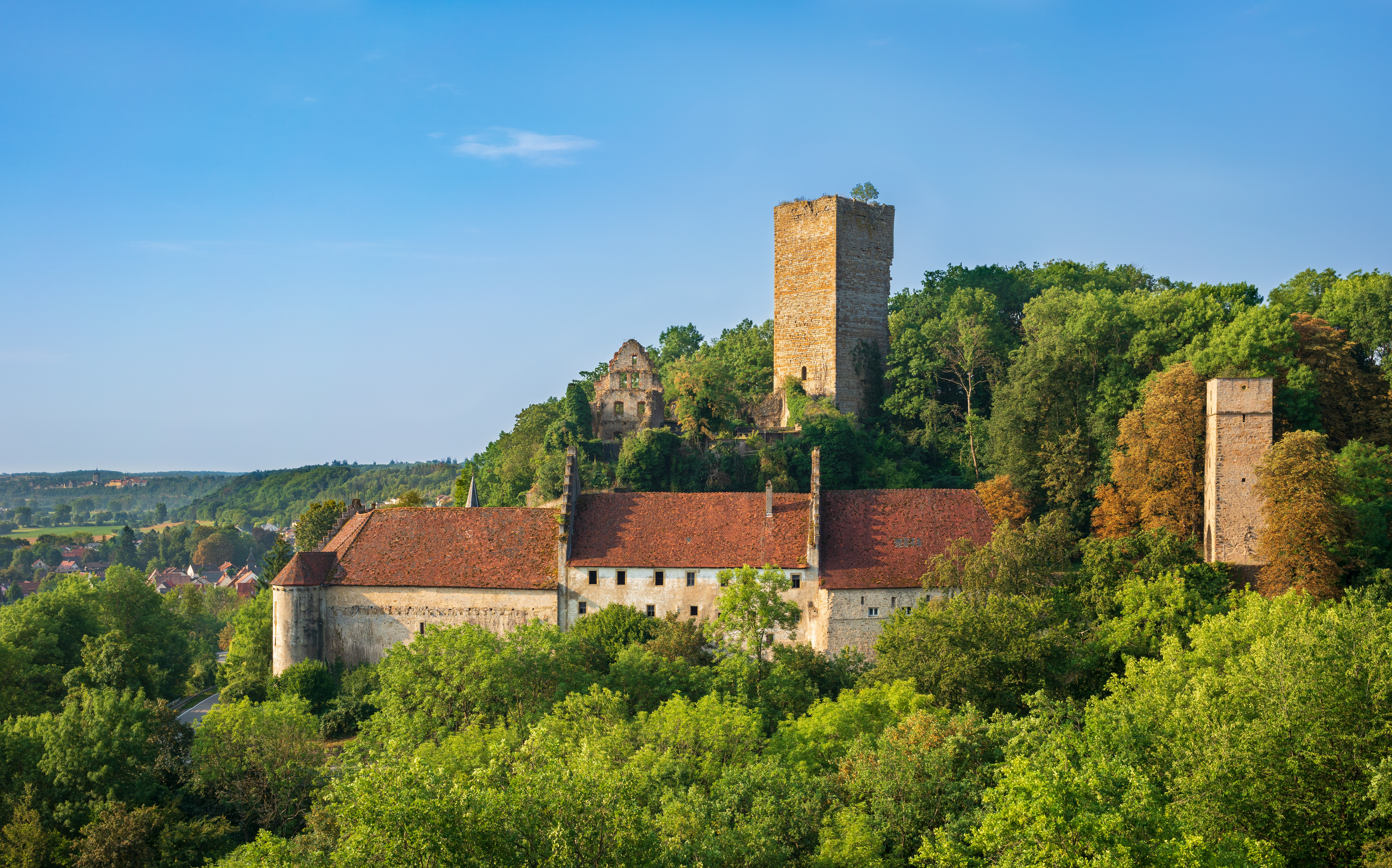
Burg Ehrenberg mit Bergfried von 1235

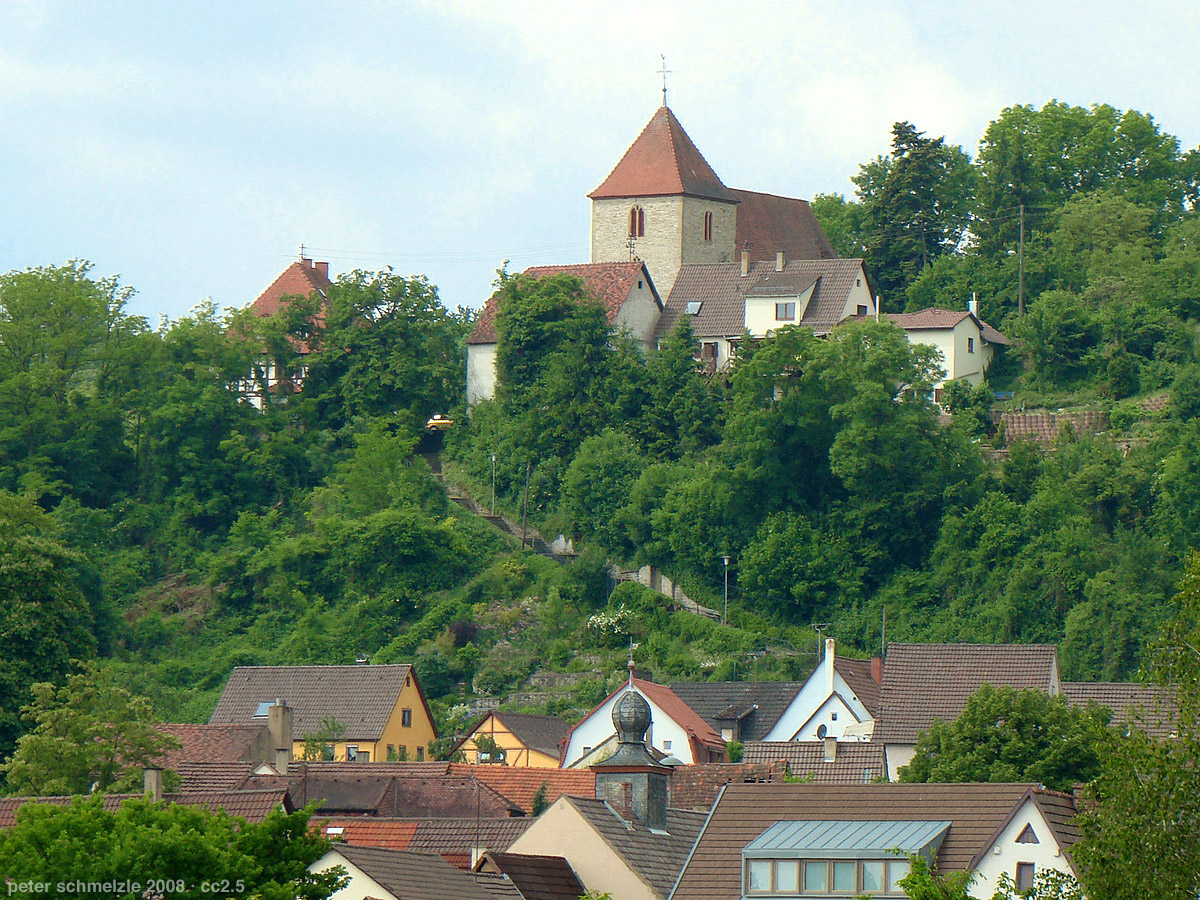
Bergkirche in Heinsheim

- Burg Ehrenberg stammt im Kern aus dem 12. Jahrhundert, die Vorburg wurde im 17./18. Jahrhundert errichtet. Die Burgkapelle St. Alban (erbaut 1602) wurde 1776 barock umgestaltet.
- Schloss Heinsheim (1725) mit Schlosskapelle (erstmals erwähnt 1621)
- Die Heinsheimer Bergkirche wurde bereits im 10. Jahrhundert erwähnt. Sie hat im Chor ein gotisches Kreuzgewölbe mit mittelalterlichen Malereien, außerdem mehrere Grabdenkmale derer von Ehrenberg. Bei der Kirche ist eine Trockenmauer mit Fragmenten historischer Grabsteine sowie die Grabanlage der Freiherren von Racknitz. Der uralte Brunnen, vermutlich ein alter Taufbrunnen, wurde mitsamt dem Brunnenhaus zuletzt 1898 neu gefasst.

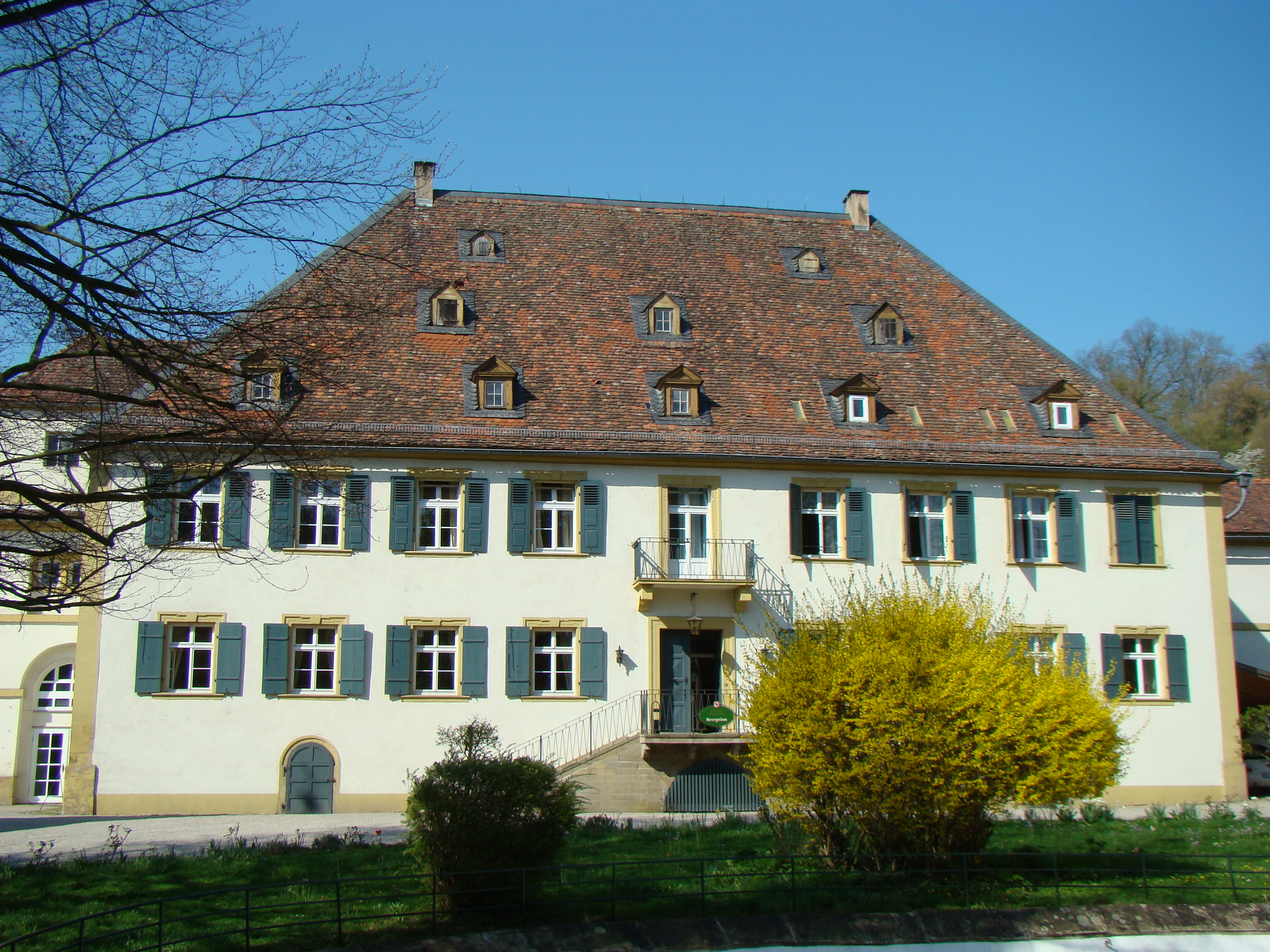
Schloss
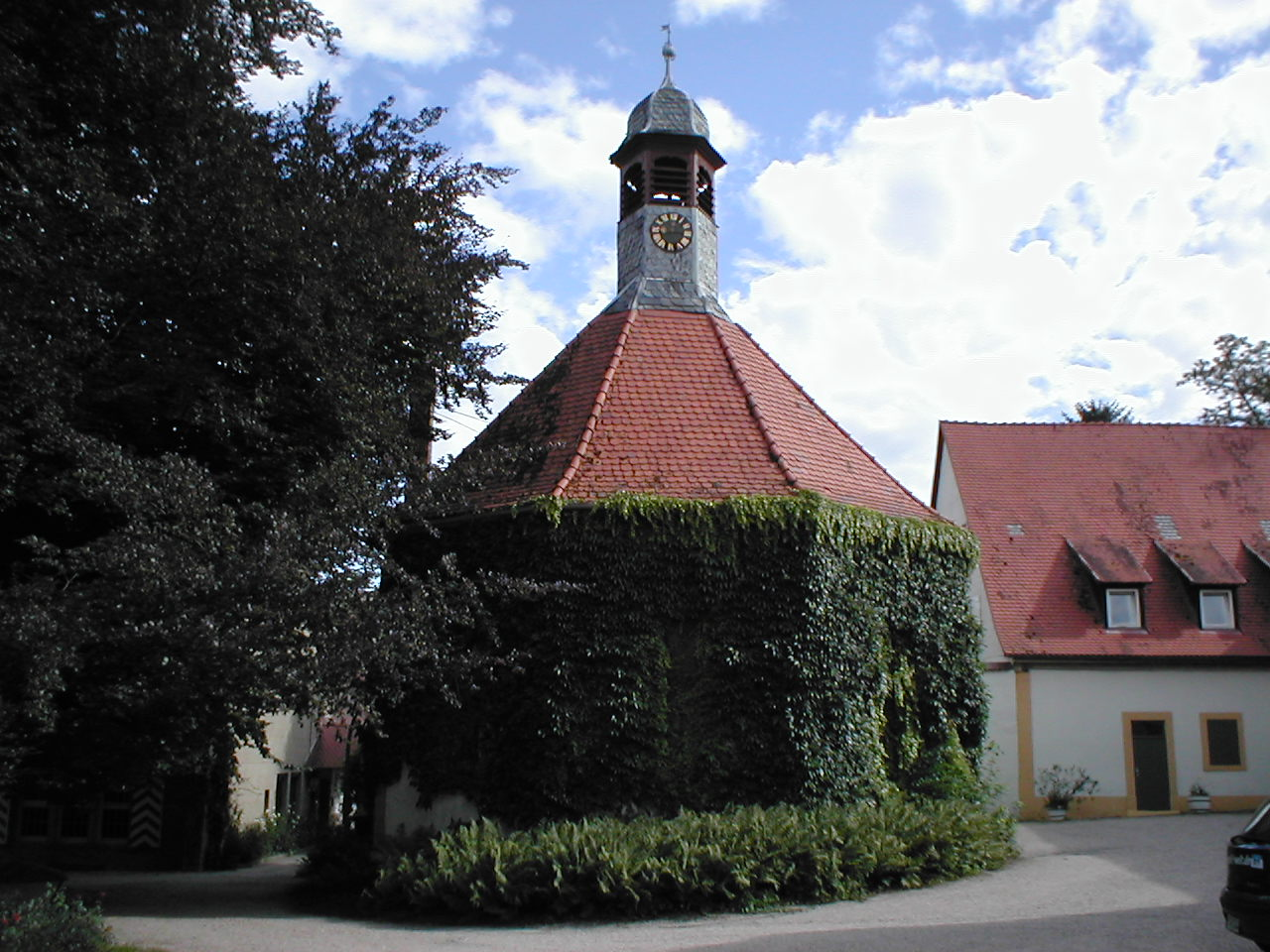
Schlosskapelle
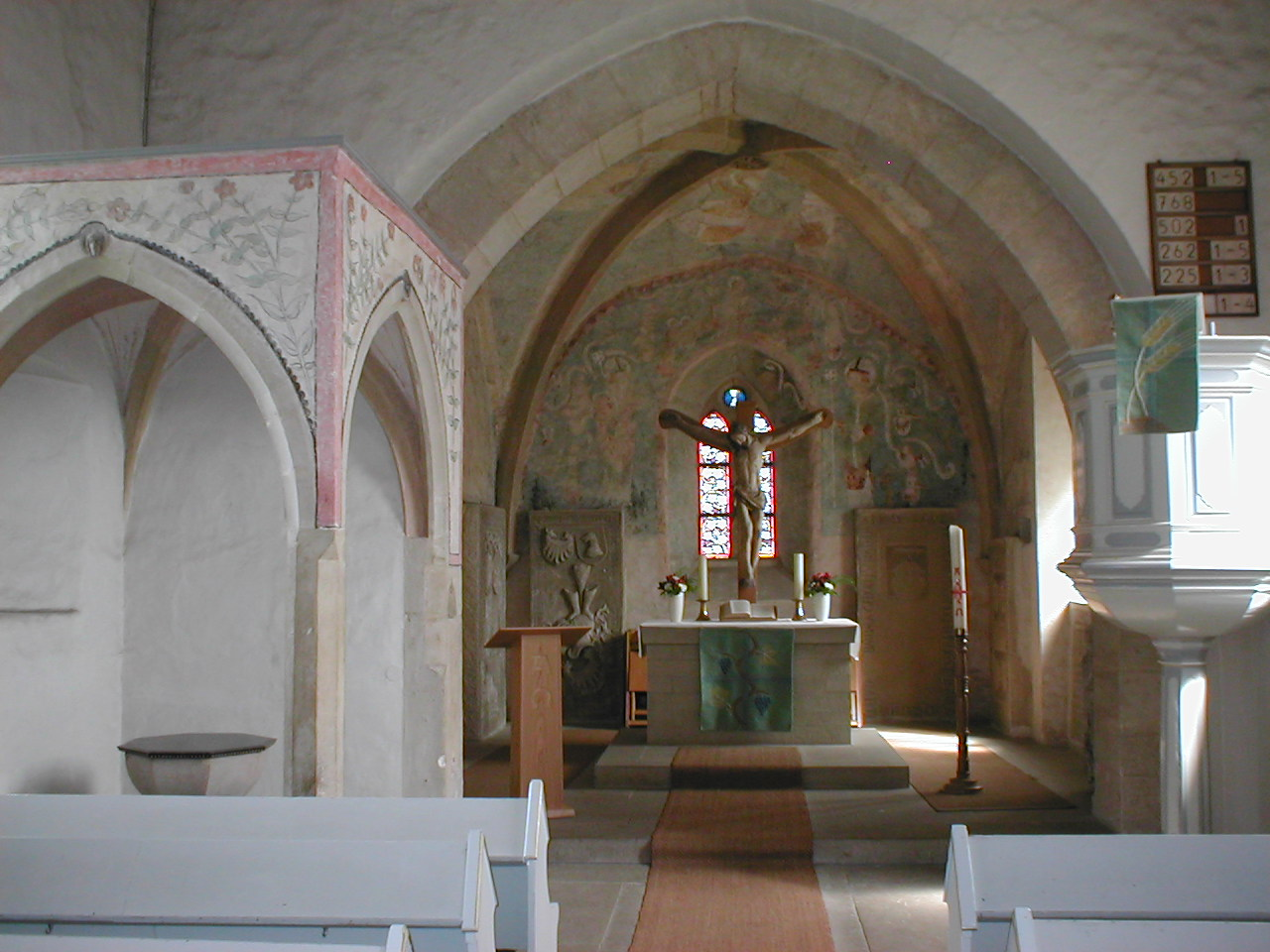
Gotisches Kreuzgewölbe in der Bergkirche

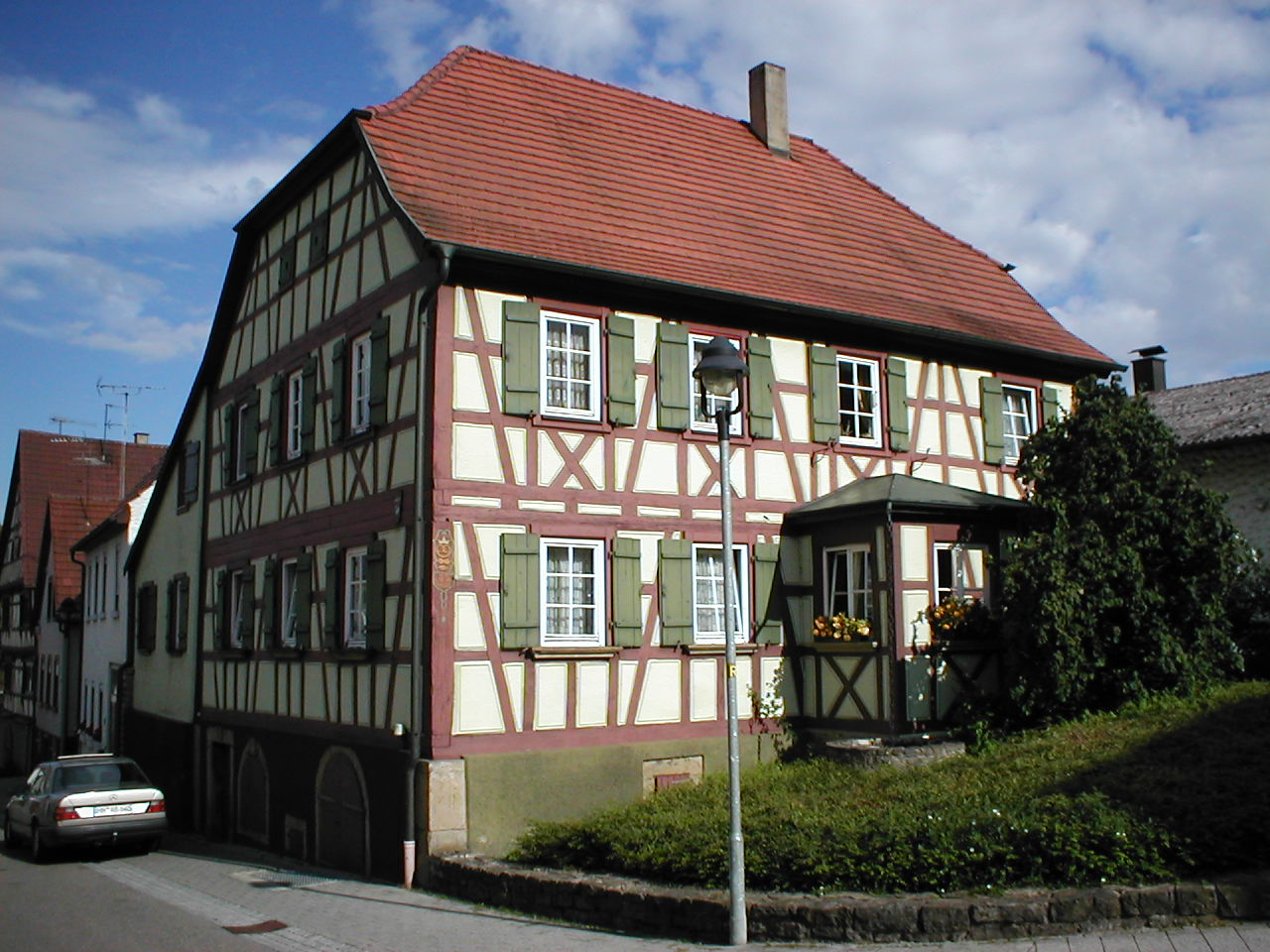
Fachwerkhaus von 1734 in der Neckarstraße

- Die Ortsmitte ist reich an historischem Baubestand. Die Fachwerkhäuser des 18. Jahrhunderts sind oft auf älteren Fundamenten errichtet. Viele Bauten datieren bis auf das 16. Jahrhundert zurück, wurden jedoch in der Vergangenheit häufig dem Bedarf entsprechend baulich umgestaltet. Die ehemalige Synagoge Heinsheim von 1796 wurde 1938 von der damaligen jüdischen Gemeinde an einen Heinsheimer Landwirt verkauft, der diese zunächst als Scheune nutzte und diese damit vor der Zerstörung durch die Nationalsozialisten bewahrte. Bis 2012 wurde dort eine Werkstatt und Schmiede betrieben. Seit Juli 2012 ist das Gebäude im Besitz des Freundeskreises ehemalige Synagoge Heinsheim e. V., der das Gebäude aktuell umfassend restauriert und für kulturelle Veranstaltungen sowie als interreligiöse Begegnungsstätte nutzt.  Das Rathaus ist ein neuzeitlicher Zweckbau an der Stelle von älteren, bereits 1536 erwähnten Vorgängerbauten.

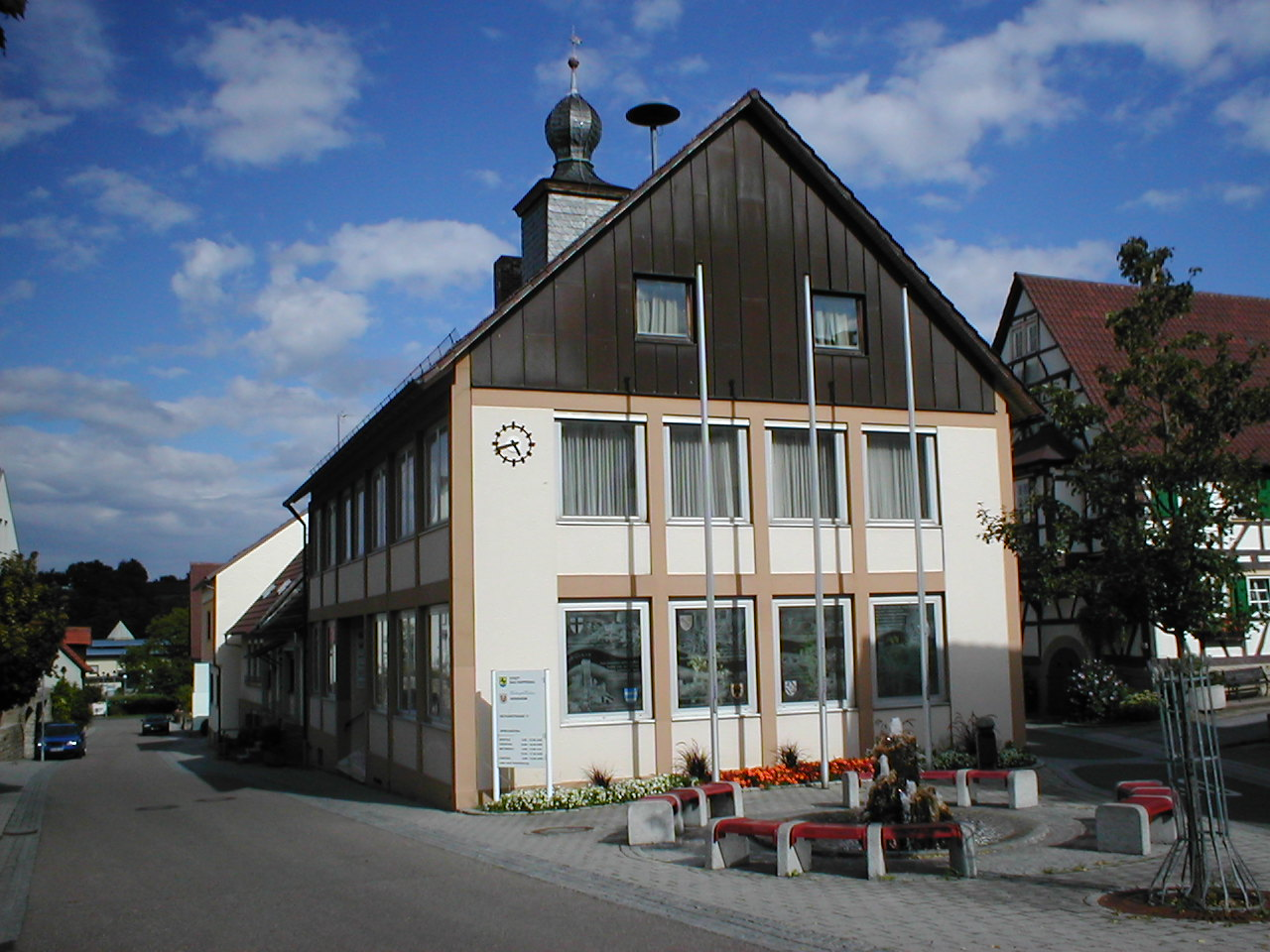
Rathaus
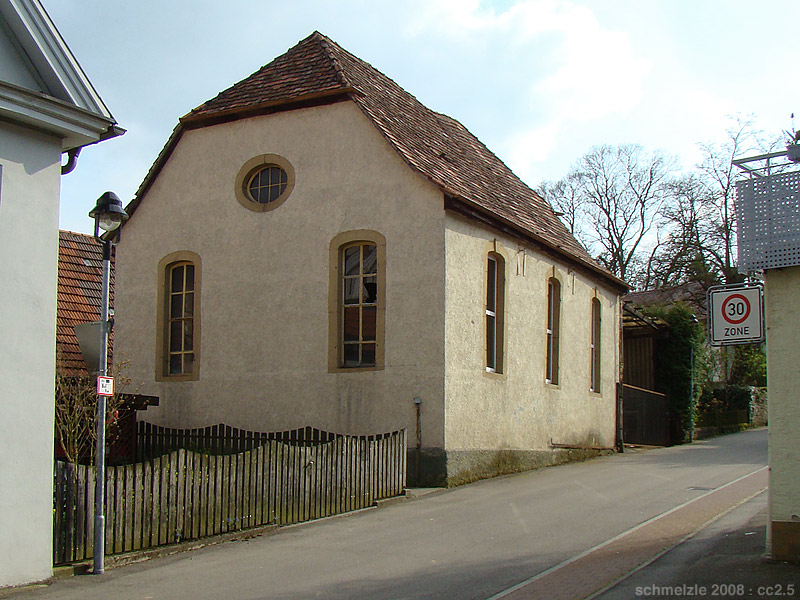
Ehemalige Synagoge (1792)
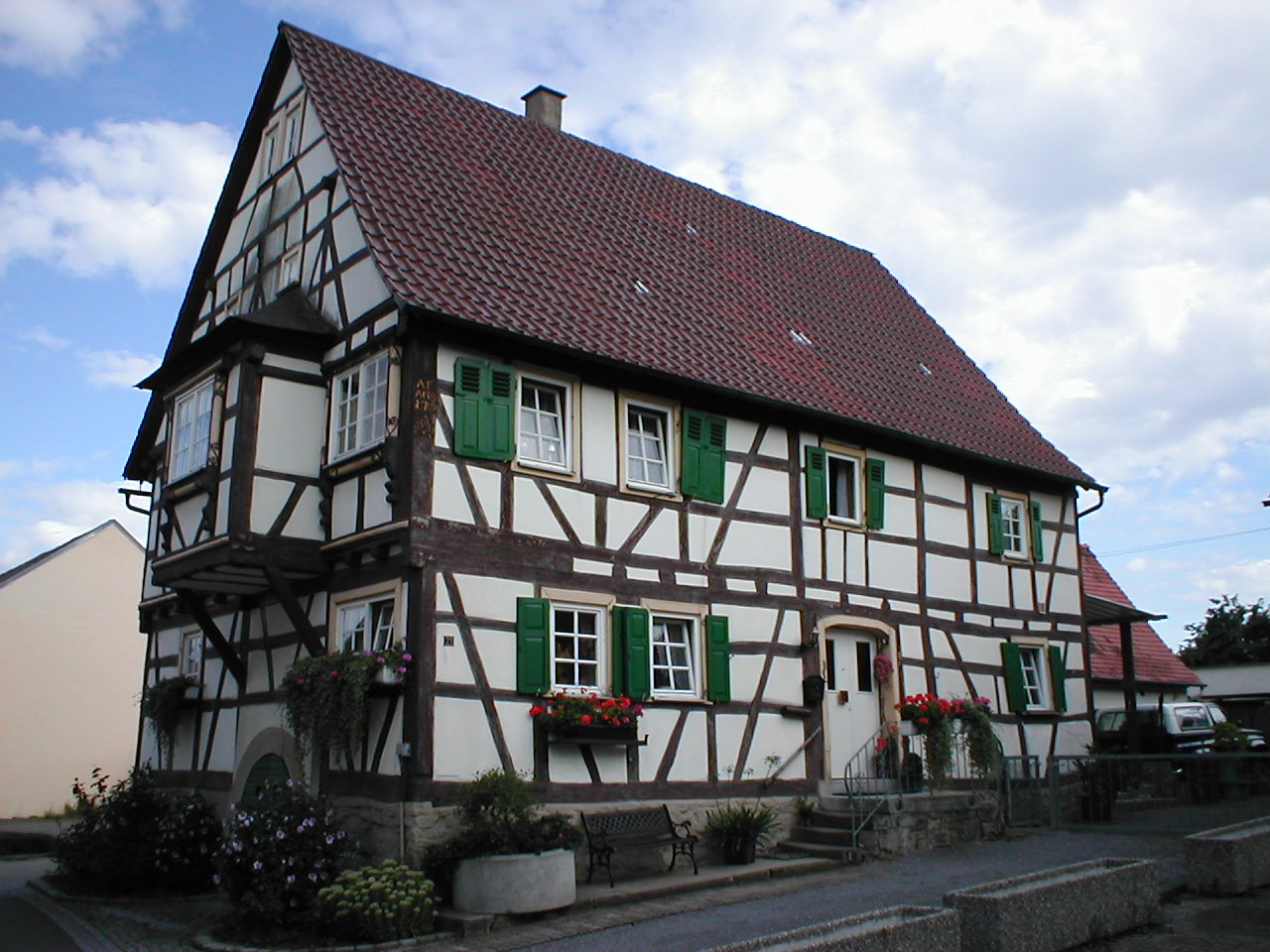
Fachwerkhaus beim Rathaus (1705)

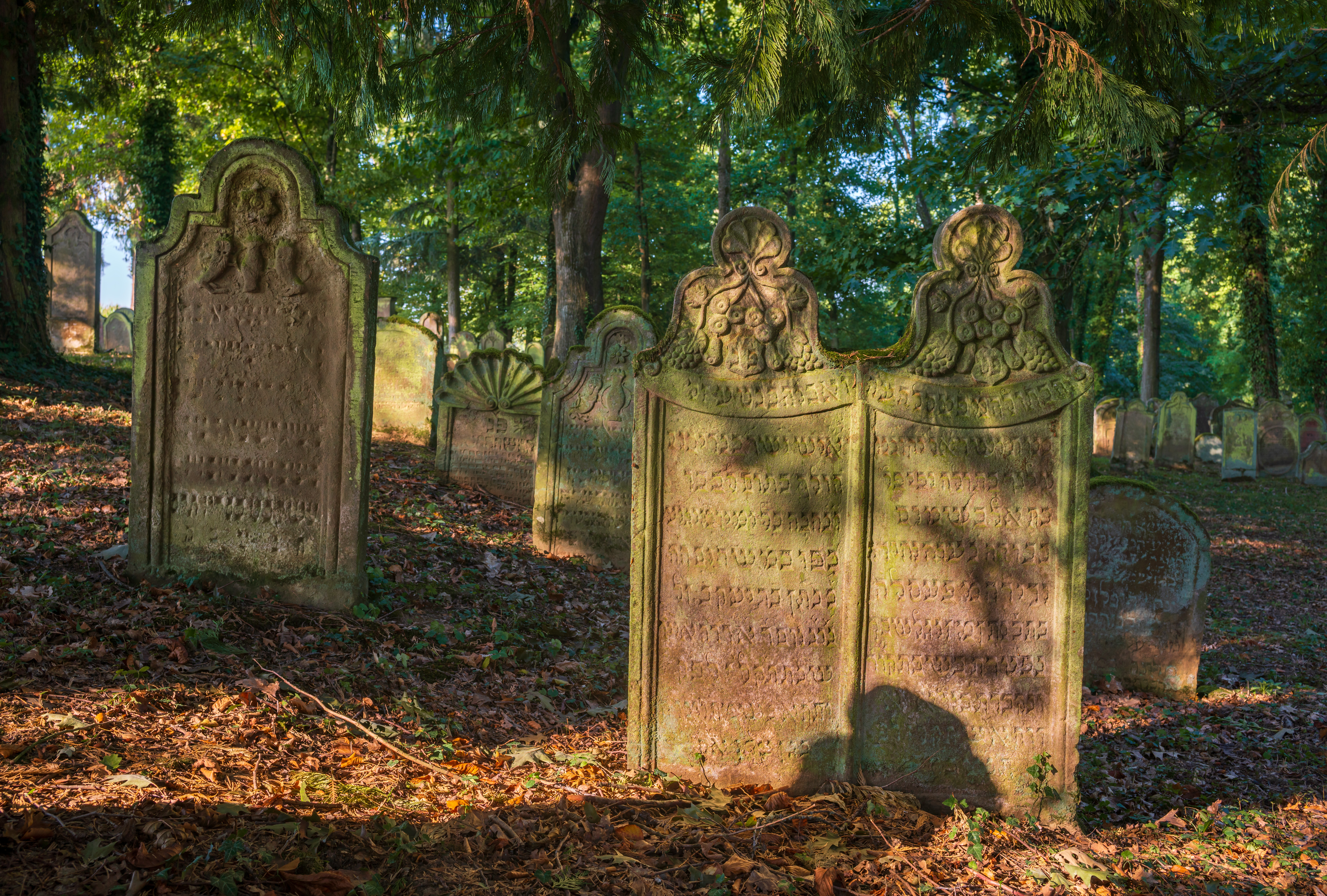
Historische Grabmale auf dem Judenfriedhof

- Die katholische Kirche St. Johannes der Täufer von 1838 ist der jüngste Sakralbau in Heinsheim. Auf dem nahen Friedhof befindet sich ein Kriegerdenkmal für die „siegreichen Helden“ 1870/71.
- Außerhalb des Ortes liegt auf dem Höhenzug zwischen Neckar und Fünfmühlental der im 16. Jahrhundert angelegte Heinsheimer Judenfriedhof mit knapp 1200 historischen Grabsteinen.

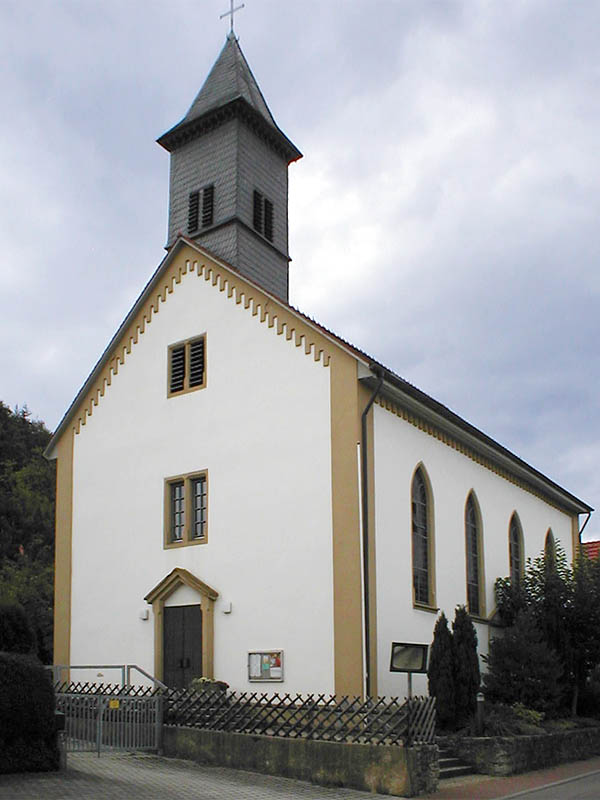
Dorfkirche St. Johannes der Täufer
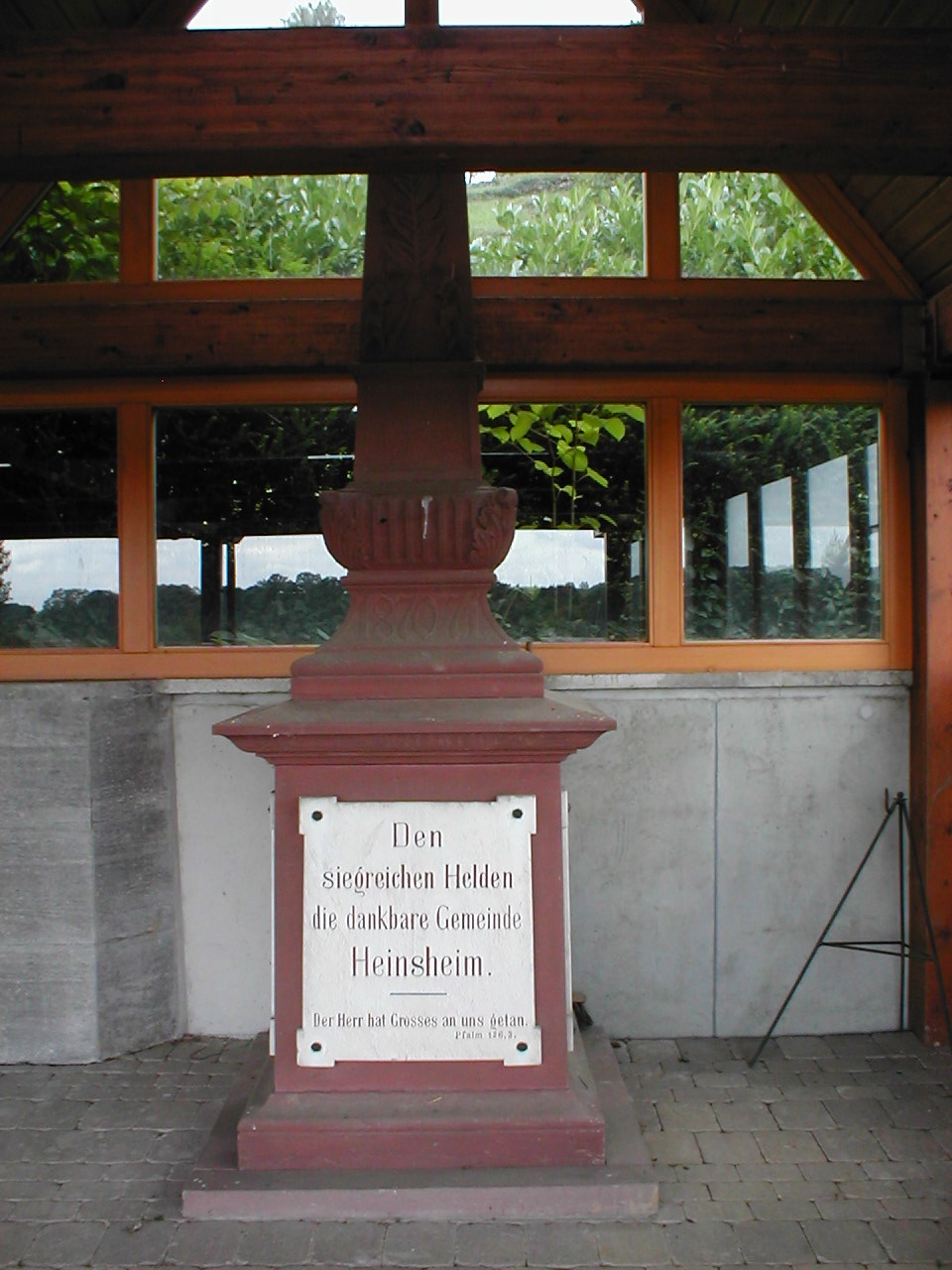
„Kriegerdenkmal“
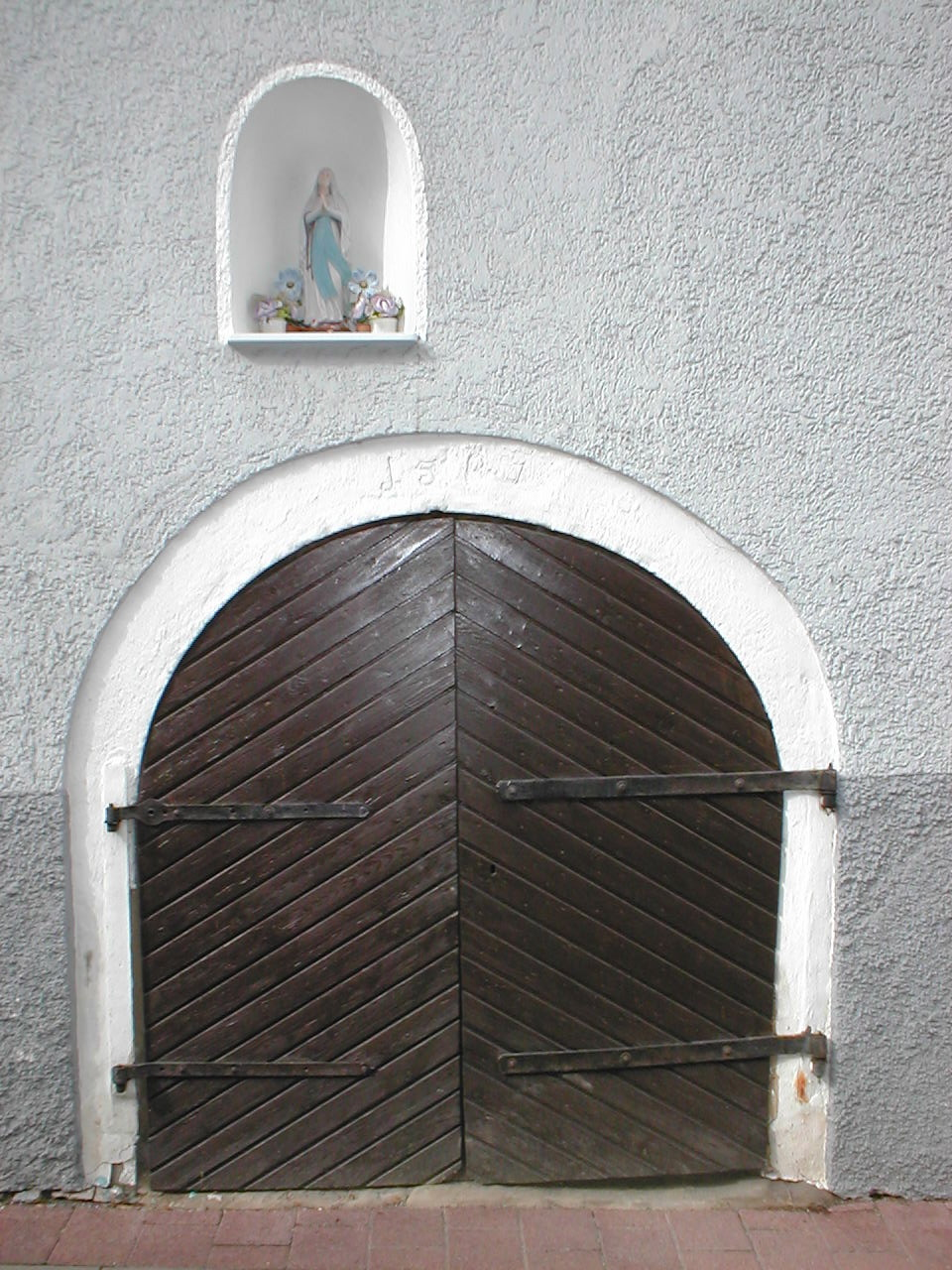
Gewölbekeller Gundelsheimer Straße (16. Jahrhundert)

## Verkehr
Der Ort verfügte einst über einen Haltepunkt an der Neckartalbahn Heidelberg–Heilbronn.

## Sport
Der 1911 gegründete Sportverein TSV Heinsheim war 2002 bis 2006 in der ersten Bundesliga der Gewichtheber, fand sich aber nach der Umstrukturierung der Ligen wieder in der 2. Bundesliga ein. Im Jahr 2011 feierte der TSV Heinsheim sein 100-jähriges Bestehen.
In den Jahren 2006 und 2011 wurden in Heinsheim die European Masters Weightlifting Championships ausgetragen sowie 2016 die World Masters Weightlifting Championships.

## Persönlichkeiten
- Anneliese Wagner (1929–2013), Lyrikerin, geboren in Heinsheim, floh 1937 mit ihrer jüdischen Familie in die USA